# 中華民國88年全國運動會羽球比賽
中華民國88年全國運動會羽球比賽是中華民國88年全國運動會的正式項目，共產生七面金牌；本屆賽事原定於1999年10月下旬在桃園縣中壢市的中壢高商舉行，後因遭逢921大地震而延期至12月26日至12月30日。本屆賽會為「台灣區運動會」轉型為「全國運動會」後的第一屆羽球比賽。

## 獎牌榜

### 隊伍獎牌榜
| 排名 | 代表團 | 金牌 | 银牌 | 铜牌 | 總數 |
| ---- | ------ | ---- | ---- | ---- | ---- |
| 1    | 桃園縣 | 3    | 1    | 0    | 4    |
| 2    | 高雄市 | 2    | 1    | 2    | 5    |
| 3    | 雲林縣 | 1    | 2    | 1    | 4    |
| 4    | 臺南縣 | 1    | 1    | 2    | 4    |
| 5    | 臺北市 | 0    | 2    | 1    | 3    |
| 6    | 臺中市 | 0    | 0    | 1    | 1    |
| 總數 | 總數   | 7    | 7    | 7    | 21   |

- 主辦地

### 項目獎牌榜
| 項目     | 金牌                                                           | 银牌                                                           | 铜牌                                                           |
| 男子團體 | 高雄市 劉恩宏 陳鋒 張政雄 胡崇賢 王嘉成 陳欽賢 何立偉          | 雲林縣 楊仕政 李謀周 黃世忠 魏俊義 李松遠 廖俊義 呂豐傑        | 臺南縣 連建勝 連惟昱 林偉翔 楊士瑩 林三益 方柏清 陳俊吉 蔡佳欣 |
| 女子團體 | 桃園縣 蔡慧敏 陳儷今 李敏華 黃嘉琪 鄭筱澐 高幸利 徐美珍 黃伊帆 | 臺北市 詹雅玲 鄭淑仁 李素綾 鄭珮如 程文欣 簡秀凌 辜姵婷 周佳琦 | 臺南縣 李淑娟 郭令燕 盧雅郁 潘麗雅 陳菁華 陳婉茹 曾莉雅 陳玉燕 |
| 男子單打 | 陳鋒（高雄市）                                                 | 李謀周（雲林縣）                                               | 張政雄（高雄市）                                               |
| 女子單打 | 黃嘉琪（桃園縣）                                               | 詹雅玲（臺北市）                                               | 邱翌如（臺中縣）                                               |
| 男子雙打 | 黃世忠／李松遠（雲林縣）                                       | 胡崇賢／何立偉（高雄市）                                       | 楊仕政／魏俊義（雲林縣）                                       |
| 女子雙打 | 蔡慧敏／陳儷今（桃園縣）                                       | 李淑娟／陳婉茹（臺南縣）                                       | 李健美／簡毓瑾（高雄市）                                       |
| 混合雙打 | 林偉翔／陳婉茹（臺南縣）                                       | 莊進德／蔡慧敏（桃園縣）                                       | 林亮君／李素綾（臺北市）                                       |

## 外部連結
- 88年全國運動會官方網站